# Marie-Claude Mattéi-Müller
Marie-Claude Mattéi-Müller là nhà nhân chủng học và nhà dân tộc học người Pháp gốc Venezuela, giáo sư của Đại học Trung tâm Venezuela. Cô đã xuất bản một số tác phẩm về các ngôn ngữ bản địa ở Venezuela. Trong số các ngôn ngữ trong tác phẩm của bà là thành ngữ Yanomamo, panare, hodï và yawarana. Năm 2009, Mattéi-Müller đã nhận được Giải thưởng Khoa học và Công nghệ Quốc gia, được đề cập trên Khoa học Xã hội, cùng với Jacinto Serowe.